# كارين ييمتين
كارين جامتين (بالسويدية: Carin Jämtin)‏ (من مواليد 3 أغسطس 1964 في ستوكهولم) هي موظفة مدنية سويدية وسياسية سابقة. وهي المدير العام للوكالة السويدية للتنمية الدولية منذ عام 2017. شغلت منصب سكرتيرة حزب الاشتراكيين الديمقراطيين من مارس 2011 حتى استقالتها في أغسطس 2016، وشغلت سابقًا منصب وزيرة التعاون الإنمائي الدولي في الحكومة السويدية بين عامي 2003 و 2006. كانت عضوا في البرلمان السويدي من 2014 إلى 2017، كممثلة بلدية ستوكهولم.
في 16 أغسطس 2016، أعلنت جامتين عزمها على الاستقالة كسكرتيرة للحزب من أجل الوفاء بالتزامات منصبها كعضو في البرلمان.

## حياتها الوظيفية المبكرة
درست لفترة وجيزة في جامعة ستوكهولم، دون الحصول على أي درجة. بدأت حياتها المهنية السياسية في رابطة الشباب الاجتماعي الديمقراطي السويدية، وكانت عضوًا في مجلس إدارة المنظمة في الفترة من 1990 إلى 1992، ثم عملت كأمين للصندوق ووكيل بالنيابة. قبل تعيينها في عام 2003، عملت نائبة للأمين العام لمركز أولوف بالم الدولي.

## البرلمان
في الانتخابات العامة في سبتمبر 2006، تم انتخابها لعضوية البرلمان. بعد شهر واحد فقط، في أكتوبر 2006، تم انتخابها زعيمة للمعارضة في مجلس مدينة ستوكهولم. قررت الاحتفاظ بمقعدها في البرلمان لمدة شهرين على الأقل، مشيرة إلى رغبتها في القتال من أجل مقترحات قدمها الاشتراكيون الديمقراطيون من ستوكهولم. كانت كارين جامتين واحدة من المرشحين المفضلين لخلافة غوران بيرسون كزعيم لحزب الاشتراكيين الديمقراطيين في المؤتمر المقبل للحزب في مارس 2007، إلا أن احتفاظها بالمقعد في البرلمان أثارت تكهنات بأنها قد ترشح نفسها لقيادة الحزب. إذ أنه وبشكل عام فالزعيم الاشتراكي القادم يجب أن يكون عضواً في البرلمان.
في 23 نوفمبر 2006، رشحتها أكبر صحيفة في السويد افتونبلاديت (ديمقراطية اجتماعية مستقلة)، كزعيم للحزب،  لكنها رفضت الترشح.

## وجهات النظر حول الصراع الإسرائيلي الفلسطيني
خلال زيارة إلى إسرائيل والضفة الغربية في عام 2005، وصفت جامتين الجدار بين الاثنين «بالجنون والمرضى» وذكرت أنها شعرت بأن حل الدولتين مستحيل بسبب تصرفات إسرائيل، وأنه إذا أرادت إسرائيل بناء جدار، فيجب عليها القيام بذلك في أراضيها. تلقت تصريحاتها الكثير من التعليقات من وسائل الإعلام في السويد.  في سبتمبر 2011، أعربت جامتين مع أوربان أهلن عن دعمهما للاعتراف السويدي بالدولة الفلسطينية.

## روابط خارجية
- "Jämtin ny s-ledare i Stockholm" ، راديو Sveriges Ekot ، 10 أكتوبر 2006، تم استرجاعه في 23 نوفمبر 2006. [وصلة مكسورة] [ رابط ميت ][ رابط ميت ]
- "Välj Jämtin" ، افتونبلاديت ، 23 نوفمبر 2006، استرجاع 23 نوفمبر 2006. [وصلة مكسورة] [ رابط ميت ][ رابط ميت ]

| المكاتب السياسية للحزب | المكاتب السياسية للحزب                            | المكاتب السياسية للحزب |
| ---------------------- | ------------------------------------------------- | ---------------------- |
| سبقها ابراهيم بيلان    | سكرتير الحزب للحزب الديمقراطي الاجتماعي 2011-2016 | تبعها لينا باستاد      |
| مكاتب سياسية           |                                                   |                        |
| سبقها يان او كارلسون   | وزير التعاون الدولي للتنمية 2003-2006             | تبعها جونيلا كارلسون ‏  |